# Дачное (исторический район)
Да́чное — исторический район на юго-западе Санкт-Петербурга, между Автово и Ульянкой. Граница проходит по проспекту Стачек, реке Красненькой, железнодорожной ветке на Петергоф и улице Лёни Голикова.

## Наименование
В 1904 году дворянин Сергей Константинович Максимович, купивший ранее участок к югу от современной Кронштадтской площади (неподалёку от колонистов), представил в Санкт-Петербургское губернское правление план посёлка, названного им «Дачное» с сетью улиц и переулков. Этот план был утверждён, и в последующие годы между Петергофским шоссе и Балтийской линией железной дороги появилось новое пригородное поселение. Название «Дачное» было присвоено и новой железнодорожной платформе, примыкавшей к посёлку, которая была открыта в 1909 году. Впоследствии оно перешло и на протекавшую через посёлок реку.

## История
В первой четверти XVIII века участки земли на этой территории вдоль Петергофской дороги были розданы приближённым царского двора под строительство загородных дач. Район оставался аристократическим до середины XIX века. В этих местах были дачи Воронцовых, Лопухиных, Нарышкиных, Шереметевых, Щербатовых. На месте будущего посёлка Дачное, в частности, изначально был участок князя Михаила Шаховского, а впоследствии здесь находилась усадьба Брюсов.
Со временем владельцы территорий менялись: так, значительную территорию вдоль Петергофской дороги занял возникший в 1829 году посёлок немецких колонистов (позднее — селение Красненькое). Первый участок, принадлежащий Егору Шеферу, располагался неподалёку от современного памятника «Танк-победитель» на проспекте Стачек. Первоначально здесь селились выходцы из Среднерогаткинской немецкой колонии.
Из архивных документов (ЦГА СПб) известно, что после революции Дачное было переименовано в посёлок III Интернационала, в честь которого была названа и главная его улица (современный Дачный проспект), однако со временем прежнее название вытеснило новое. В годы Блокады Дачное, как и другие южные окраины города, было почти полностью разрушено, в послевоенные годы посёлок был восстановлен.
В 1961 году южнее реки Красненькой началась активная застройка пригородной территории, включая Дачное, хрущёвскими пятиэтажками, а в январе1963 году Дачное в составе Лиговского рабочего посёлка было включено в черту Ленинграда. Новый планировочный район также получил название Дачное, перешедшее от прежнего посёлка на новые кварталы. В январе 1964 года официально появилось много новых названий улиц, среди которых — проспекты Ветеранов и Народного Ополчения, улицы Счастливая и Лёни Голикова, а также бульвар Новаторов. В 1966—1977 годах работала станция метро «Дачное». В настоящее время территория исторического района Дачное входит большей частью в состав одноимённого муниципального округа (и частично в состав муниципального округа Княжево), располагаясь целиком в Кировском районе Санкт-Петербурга.

## Достопримечательности

### Красненькое кладбище(проспект Стачек, дом 98А)
Красненькое кладбище устроено в 1776 году на берегу реки Красненькая в двух верстах от Ульяновской церкви. Занимает площадь около 30 гектаров. С 1961 года кладбище считается полузакрытым.

### Станция метрополитена «Ленинский проспект»(Ленинский проспект, дом 127)
Станция метрополитена «Ленинский проспект» возведена в 1977 году по проекту архитекторов А. С. Гецкина, Е. И. Валя. Наземного вестибюля нет, имеет по два подземных вестибюля в комплексе с пешеходными переходами.

### Станция метрополитена «Проспект Ветеранов»(бульвар Новаторов, дом 71,Дачный проспект, дом 17)
Станция метрополитена «Проспект Ветеранов» построена в 1977 году по проекту архитектора В. Г. Хильченко, инженера-конструктора С. П. Щукина. Станция имеет по два подземных вестибюля в комплексе с пешеходными переходами.

### Церковь Василия Великого (проспект Народного Ополчения, дом 22)
Церковь Василия Великого деревянная построена в неорусском стиле в 1996—1998 годах по проекту архитектора Г. А. Васильева.

### Воинское кладбище «Дачное» (проспект Народного Ополчения, дом 143—145)
Воинское кладбище «Дачное» — братское захоронение воинов 42-й армии Ленфронта, которые погибли в январе-феврале 1943 года. В 1955 году создан мемориал по проекту архитекторов Г. И. Иванова и Я. Е. Москаленко. На кладбище в 2014—2015 годах построена деревянная в византийском стиле Церковь иконы Божией Матери «Нечаянная Радость».

## Транспорт
На территории исторического района находятся станции метро  «Ленинский проспект» и  «Проспект Ветеранов».